# Puig de Can Barceló
El Puig de Can Barceló és una muntanya de 475 metres que es troba al municipi de Sant Martí Sarroca, a la comarca de l'Alt Penedès.